# Paramesodes lucaniae
Paramesodes lucaniae är en insektsart som beskrevs av Dlabola 1959. Paramesodes lucaniae ingår i släktet Paramesodes och familjen dvärgstritar. Inga underarter finns listade i Catalogue of Life.